# Saguinus nigricollis
El tití cuellinegro, pichico de cuello negro, diablito, tamarino rojo y negro o tamarino de manto negro (Saguinus nigricollis) es una especie de primate platirrino de la familia Callitrichidae originario de la alta Amazonia, que se encuentra  en el sur de Colombia, nororiente de Brasil, oriente de Ecuador y noroccidente del Perú, en bosques a menos de 900 m s. n. m.
La longitud de su cuerpo es de 21 a 25 cm y la de la cola de 30 a 36 cm. Pesa entre 350 y 470 g. El pelaje es negruzco en el cuello, manto, cabeza y miembros delanteros; en la parte inferior de la espalda, grupa, muslo y partes inferiores es pardo, rojizo u oliváceo. Los pelos alrededor de la boca son grises a blancuzcos.
Es de hábitos diurnos. Conforma grupos territoriales arborícolas de hasta 12 individuos, con un área de acción de 30 a 50 hectáreas y frecuentemente asociados con otros grupos de la especie Saguinus fuscicollis (tití marrón). Se alimenta de invertebrados, frutas, semillas, savia y flores.
Tras un período de gestación de 140 a 145 días las hembras paren una a tres crías, generalmente dos. El destete se produce entre los 2 y 3 meses de edad y la madurez sexual ocurre entre los 16 y 20 meses.